# Scaphiostreptus marianus
Scaphiostreptus marianus är en mångfotingart som beskrevs av Carl Graf Attems 1910. Scaphiostreptus marianus ingår i släktet Scaphiostreptus och familjen Spirostreptidae. Inga underarter finns listade i Catalogue of Life.